# Graham, Georgia
Graham är en ort i Appling County i Georgia. Vid 2010 års folkräkning hade Graham 291 invånare.